# 小楢山
小楢山（こならやま）は、山梨県山梨市（旧東山梨郡牧丘町）にあり奥秩父山地の南（西）部に位置する山である。古那羅山とも記される。標高は1,713m。山梨百名山。焼山峠の登山口に子授地蔵（こさずけじぞう）がある。的石、幕岩（黎明岩）、天狗岩、御座石、屏風岩、羅漢岩、薬石門という名の岩・石がある。一杯水という名の水場がある。父恋し路、古那羅道（母恋し路）という名の登山道がある。山頂には、錫杖ヶ原（しゃくじょうがはら）という野原（カヤトの原）があり、レンゲツツジなどが咲く。夢想国師が修行したという伝説がある。

## 登山
小楢山には、焼山峠から登るコース、鼓川温泉から登るコース、牧丘から父恋し道母恋し道を登るコースがある。焼山峠から登る登山道は、山頂まで約2時間で到着できる。
山頂は広く、南側にひらけていて、正面には富士山、眼下には甲府盆地の東に位置する地域が見下ろせる。

## 隣接する山
- 焼山峠
- 大沢山（大沢ノ頭）
- 小楢峠

## 交通
焼山峠に駐車場がある。

## 宿泊施設
- 小楢峠から入るなら、南東にオーチャードヴィレッジ・フフという宿泊・飲食施設がある（問合せ先）。

## 温泉
- 南麓に鼓川温泉がある。